# Canton de Bellegarde-en-Marche
Le canton de Bellegarde-en-Marche est une ancienne division administrative française située dans le département de la Creuse et la région Limousin.

## Géographie
Ce canton est organisé autour de Bellegarde-en-Marche dans l'arrondissement d'Aubusson. Son altitude varie de 422 m (Saint-Domet) à 727 m (Mautes) pour une altitude moyenne de 576 m.

## Administration

### Conseillers généraux de 1833 à 2015
| Période     | Période      | Identité                                             | Étiquette                  | Qualité |
| ----------- | ------------ | ---------------------------------------------------- | -------------------------- | --- |
| 1833        | 1839         | Antoine Raymon                                       | Majorité constitutionnelle | Notaire et Maire de Mainsat Propriétaire du Château Bodeau à Rougnat |
| 1839        | 1848         | Jean-François Mourellon                              |                            | Juge de paix à Bellegarde-en-Marche |
| 1848        | 1855         | Jean-Baptiste Lunaud jeune                           | Bonapartiste               | Avocat, juge au Tribunal civil d'Aubusson |
| 1855        | 1874         | Comte puis Marquis François Renaud de la Roche-Aymon | Droite                     | Maire de Mainsat Député (1871-1876) |
| 1874        | 1880         | André Peyroux                                        | Républicain                | Cultivateur, maire de Champagnat |
| 1880        | 1934 (décès) | Antonin Renard                                       | Républicain-RG             | Docteur en médecine Maire de Bellegarde-en-Marche (1881-1900) |
| 1934        | 1940         | Félix Alhéritière                                    | RG                         | Géomètre-expert Propriétaire à Rimareix Maire de Saint-Silvain-Bellegarde |
|             |              |                                                      |                            | |
| 1945        | 1953 (décès) | Jules Dumontet                                       | Rad.-RGR                   | Concessionnaire de la ligne d'autobus Aubusson-Auzances Ancien Président du Comité de Libération Maire de Bellegarde-en-Marche (1945-1947, 1948-1952), ancien conseiller d'arrondissement |
| 4 mars 1954 | 1955         | Eugène Martin                                        | SFIO                       | Agriculteur, maire de Saint-Silvain-Bellegarde |
| 1955        | 1967         | Victor Chaize                                        | Rad.                       | Chef d'entreprise à Montluçon Maire de Saint-Domet (1953-1968) |
| 1967        | 2011         | Michel Moreigne                                      | SFIO puis PS               | Docteur en médecine sénateur (1973-2008) président du conseil général (1983-1992) maire de Lupersat                                                                                       |
| 2011        | 2015         | Jean-Paul Joulot                                     | PS                         | Enseignant retraité Maire de Bosroger |

### Conseillers d'arrondissement (de 1833 à 1940)
| Période                                  | Période | Identité       | Étiquette | Qualité |
| ---------------------------------------- | ------- | -------------- | --------- | --- |
| 1833                                     | 1848    | Jacques Boudet |           | Notaire, propriétaire à Peyrat-la-Nonière                                                                   |
|                                          |         |                |           | |
| 1931                                     | 1940    | Jules Dumontet | Rad.      | Concessionnaire de la ligne d'autobus Aubusson-Auzances, propriétaire à Bellegarde-en-Marche                |
| 1940                                     |         |                |           | Les conseils d'arrondissement ont été suspendus par la loi du 12 octobre 1940 et n'ont jamais été réactivés |
| Les données manquantes sont à compléter. |         |                |           | |

## Composition
Le canton de Bellegarde-en-Marche groupe 9 communes et compte 2 635 habitants (recensement de 2007 population municipale).
| Communes                 | Population (2012) | Code postal | Code Insee |
| ------------------------ | ----------------- | ----------- | ---------- |
| Bellegarde-en-Marche     | 432               | 23190       | 23020      |
| Bosroger                 | 96                | 23200       | 23028      |
| Champagnat               | 417               | 23190       | 23048      |
| La Chaussade             | 114               | 23200       | 23059      |
| Lupersat                 | 331               | 23190       | 23113      |
| Mainsat                  | 636               | 23700       | 23116      |
| Mautes                   | 213               | 23190       | 23127      |
| Saint-Domet              | 176               | 23190       | 23190      |
| Saint-Silvain-Bellegarde | 220               | 23190       | 23241      |

## Démographie
| 1962  | 1968  | 1975  | 1982  | 1990  | 1999  | 2006  | 2011  | 2012  |
| ----- | ----- | ----- | ----- | ----- | ----- | ----- | ----- | ----- |
| 3 988 | 3 640 | 3 164 | 3 032 | 2 876 | 2 676 | 2 607 | 2 609 | 2 599 |